# Wacław Radecki (filmowiec)
Wacław Radecki (ur. 28 stycznia 1951) – polski aktor, asystent reżysera.
W 1974 ukończył studia na Wydziale Aktorskim PWST w Warszawie. W latach 1974–1976 w Teatrze Płockim.

## Filmografia
- 1988 – Alchemik II reżyser, obsada aktorska (Łukasz),
- 1988 – Alchemik Sendivius II reżyser, obsada aktorska (Łukasz),
- 1985 – Dziewczęta z Nowolipek II reżyser,
- 1983 – Lata dwudzieste... lata trzydzieste... II reżyser, obsada aktorska,
- 1982 – Krzyk współpraca reżyserska,
- 1981 – Debiutantka II reżyser, obsada aktorska (Wacek, kreślarz w biurze projektowym Jerzego),
- 1981 – Miłość ci wszystko wybaczy II reżyser,
- 1981 – Ślepy bokser obsada aktorska,
- 1980 – Bez miłości II reżyser, obsada aktorska (inżynier),
- 1979 – Ojciec królowej II reżyser, obsada aktorska,
- 1978 – Do krwi ostatniej... współpraca reżyserska,
- 1978 – Płomienie współpraca reżyserska,
- 1978 – Sowizdrzał świętokrzyski współpraca reżyserska,
- 1978 – Znaki zodiaku współpraca reżyserska,
- 1976 – Honor dziecka asystent reżysera,
- 1974 – Zapis zbrodni obsada aktorska (Bogdan Wrona),